# Резолюция 105 на Съвета за сигурност на ООН
Резолюция 105 на Съвета за сигурност на ООН е приета на 28 юли 1954 година по повод овакантеното след смъртта на съдия Бенегал Нарсинг Рау място в Международния съд.
Като отбелязва със съжаление кончината на съдия Рау на 30 ноември 1953 г., Съветът за сигурност отбелязва, че вследствие на това едно от местата в Съда остава овакантено до края на мандата на покойния, поради което това овакантено място трябва да бъде запълнено съгласно Статута на Международния съд. Като подчертава, че съгласно чл. 14 от Статута на Международния съд изборът на нов съдия трябва да бъде насрочен от Съвета за сигурност, Съветът постановява, че изборът на нов член на Международния съд, който ще заеме мястото на починалия съдия, ще се проведе по време на деветата редовна сесия на Общото събрание на ООН. По-нататък резолюцията постановява, че изборът на новия съдия ще се проведе преди избора на следващия петчленен редовен състав на Международния съд, който трябва да бъде избран на същата сесия на Общото събрание, за да встъпи в длъжност на 5 февруари 1955 г., когато изтича мандатът на предишния състав на съда.
Резолюцията е приета, без да бъде подлагана на гласуване.